# Geiger, Alabama
Geiger là một thị trấn thuộc quận Sumter, tiểu bang Alabama, Hoa Kỳ. Dân số năm 2009 là 140 người, mật độ đạt 57 người/km².